# Cerro Borroñoso
El Cerro Borroñoso es una montaña en El Salvador. El cerro está en el Departamento de Morazán en la parte oriental del país, a 110 km al este de la capital, San Salvador. La altitud del cerro es de 1127 metros sobre el nivel del mar, y 101 metros sobre el terreno circundante. El ancho de la base es de 1.3 kilómetros.
El Cerro Borroñoso está en el área del Volcán Cacahuatique en la Unidad morfo-estructural de la Gran Depresión Central. Está en la subcuenca El Corozal de la cuenca del Río Grande de San Miguel. El terreno alrededor del Cerro Borroñoso es principalmente compuesto de colinas y al norte de montañas. El punto más alto alrededor es de 1645 sobre el nivel del mar, 4.3 km al norte del cerro. El área alrededor es muy populosa, con 75 personas por kilómetro cuadrado. La ciudad principal más cercana es San Francisco Gotera, a 11.1 km al este del Cerro Borroñoso.
La flora que se encuentra alrededor del cerro es vegetación abierta arbustiva predominantemente caduca en época seca y bosques caducifóleos. También hay cultivos de café y granos.
El clima es de sabana tropical.